# Ca' d'Zan

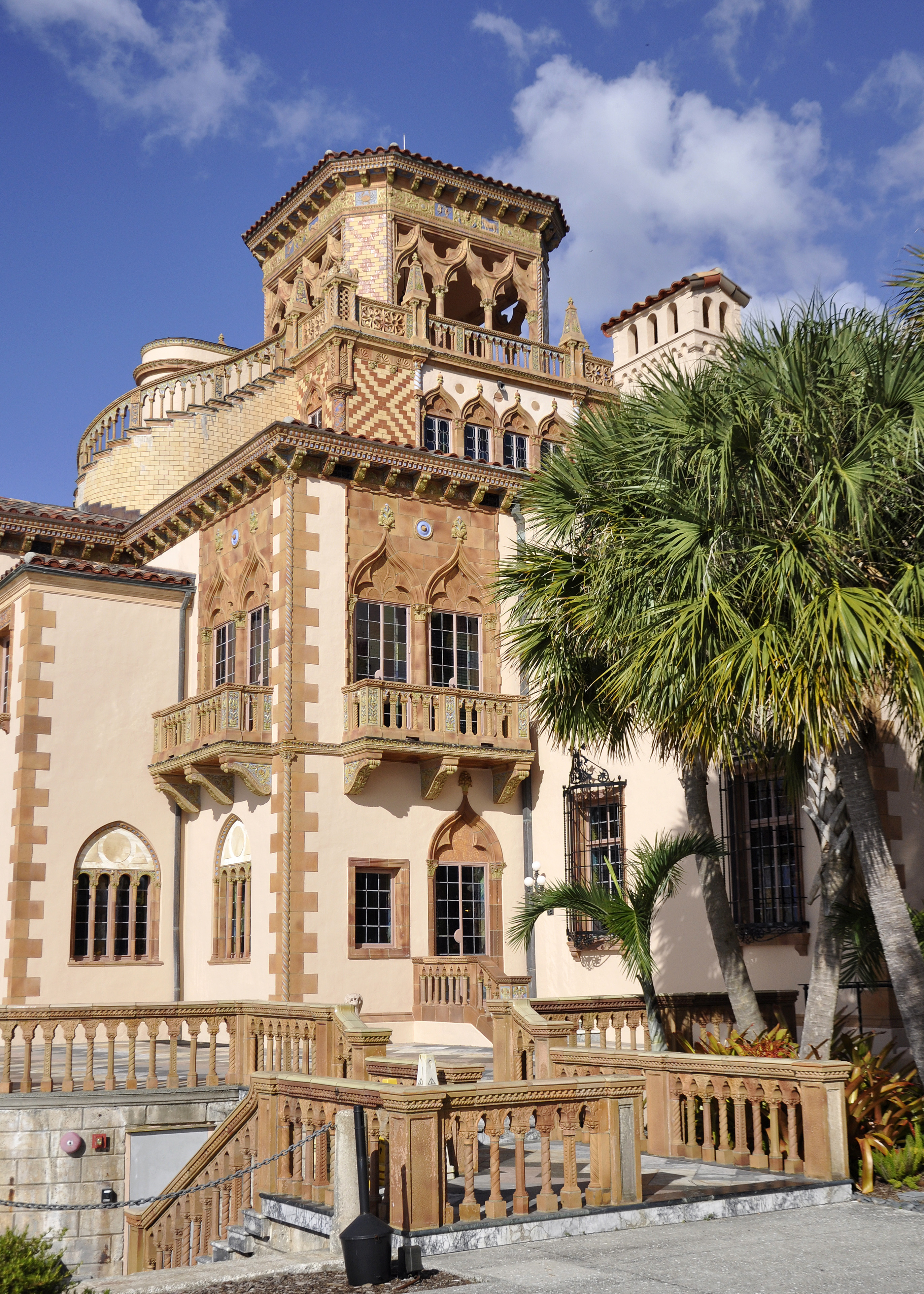
Veduta di Ca' d'Zan

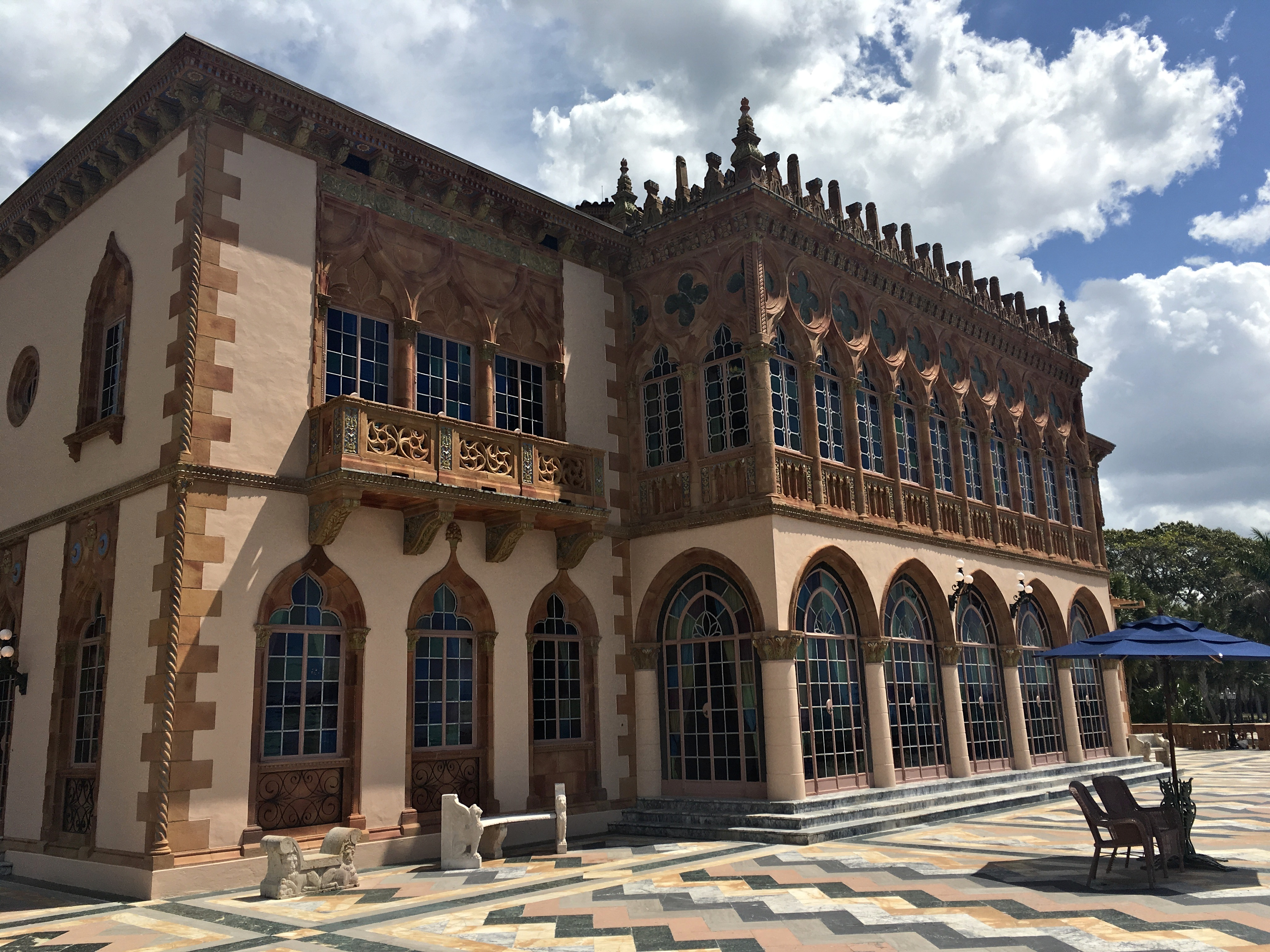
Un'ala di Ca' d'Zan

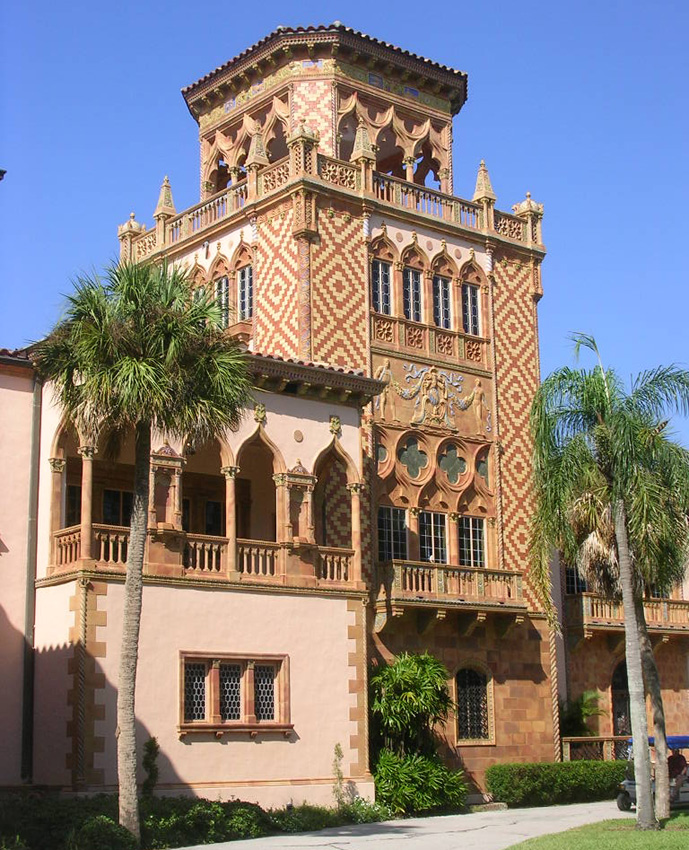
La torre di Ca' d'Zan

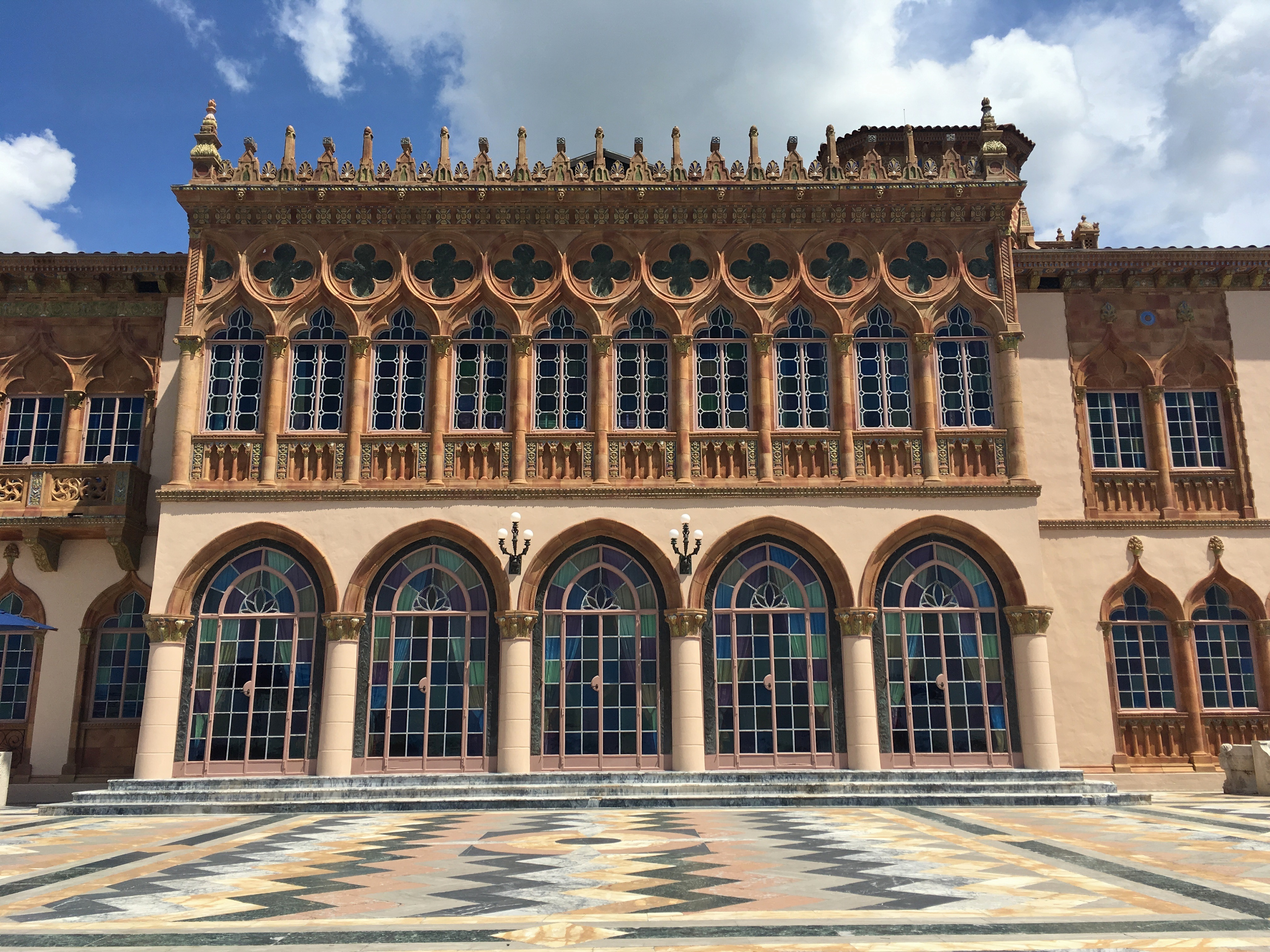
Una facciata di Ca' d'Zan

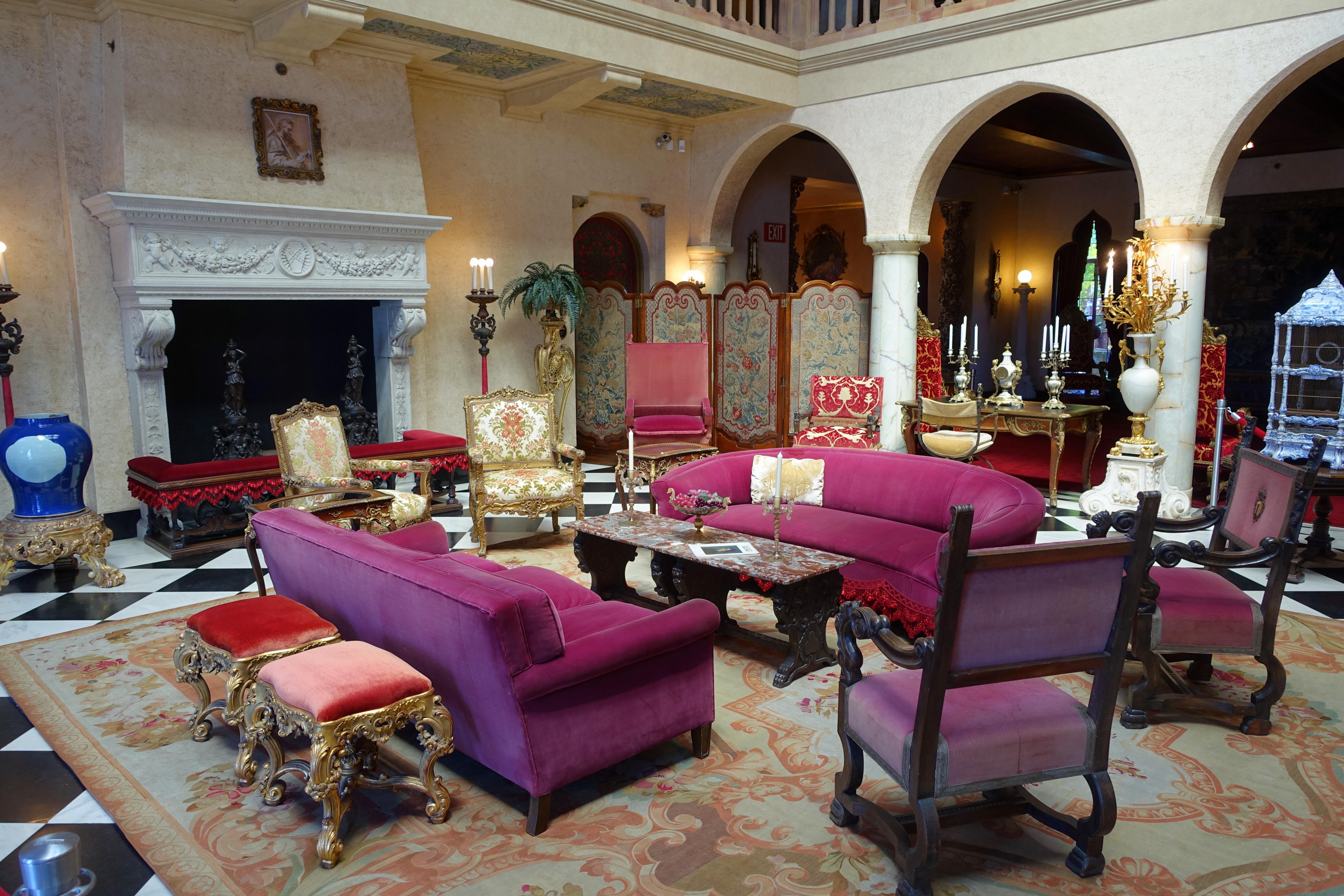
La sala d'ingresso di Ca' d'Zan

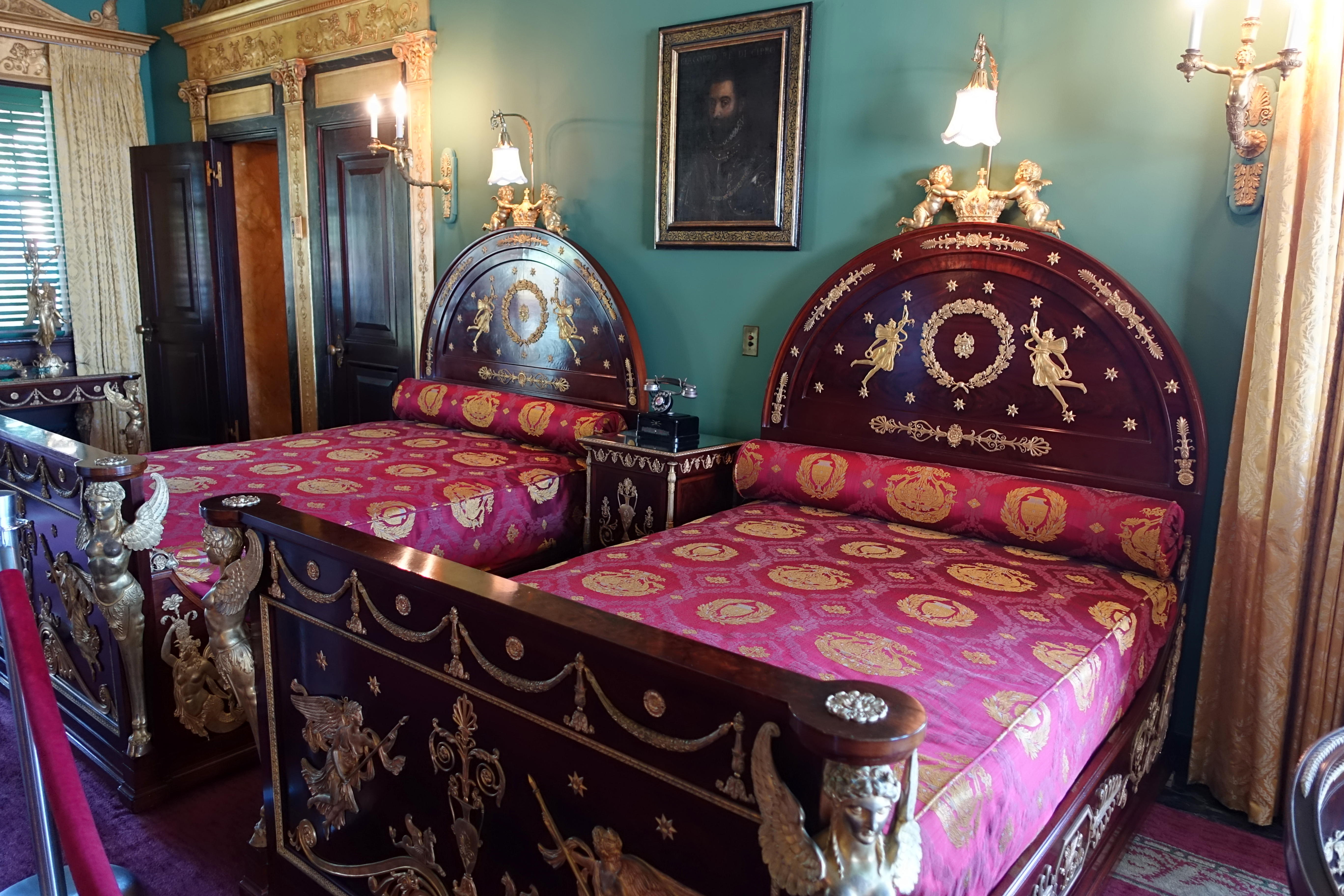
Camera da letto a Ca' d'Zan

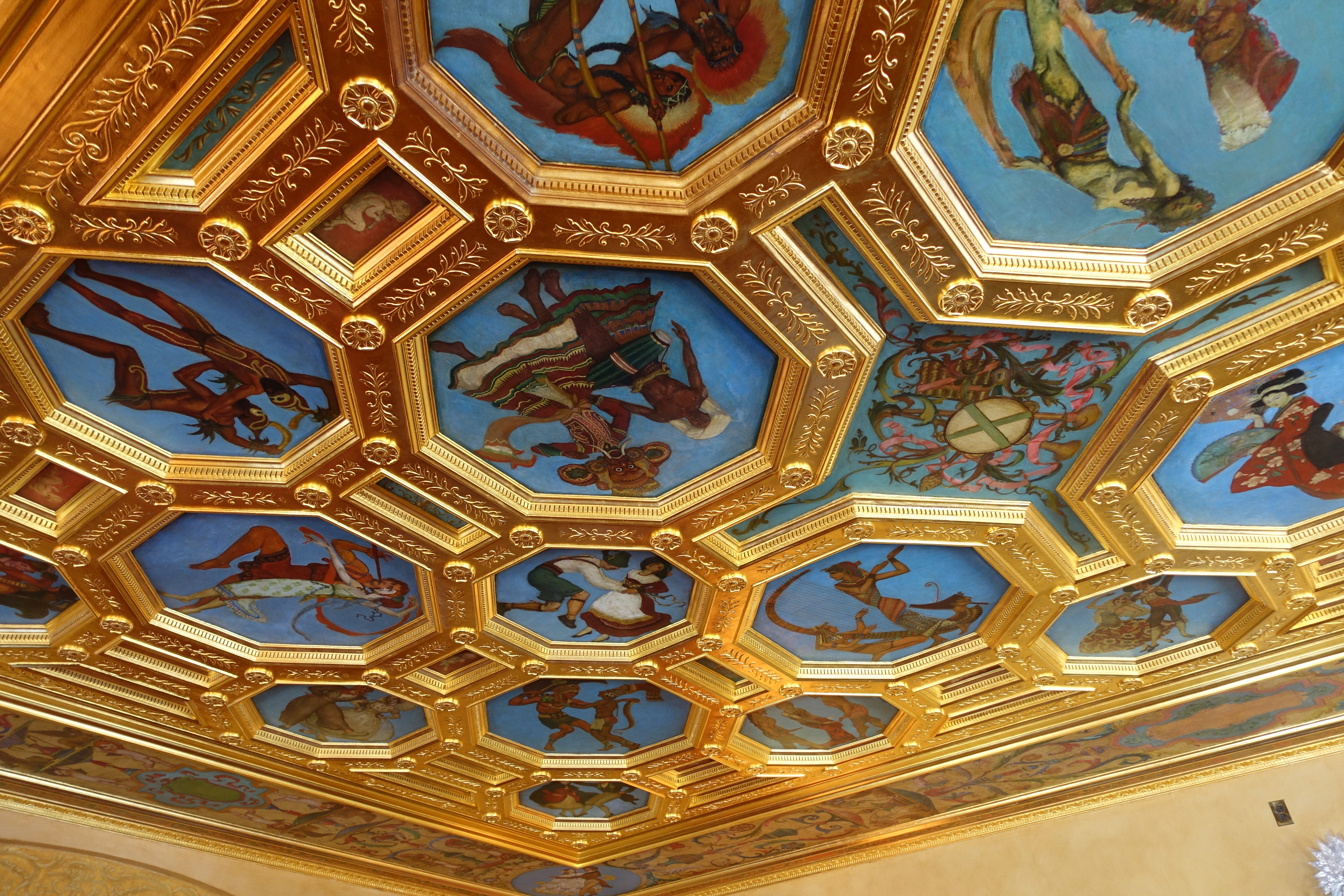
Ca' d'Zan: il soffitto della sala da ballo

Ca' d'Zan (o anche Cà d'Zan) è una storica residenza in stile revival mediterraneo e gotico veneziano  della città statunitense di Sarasota, in Florida, costruita tra il 1924 e il 1926 su progetto dell'architetto Dwight James Baum e appartenuta al magnate circense John Ringling e alla moglie Mable Burton Ringling.
L'edificio è incluso nell'area del John and Mable Ringling Museum.

## Storia
John e Mable Ringling affidarono il progetto di costruire una propria residenza invernale a Sarasota all'architetto di New York Dwight James Baum (1886-1939) nel 1924. I coniugi Ringling, che nel corso della loro vita avevano intrapreso numerosi viaggi all'estero, erano particolarmente amanti dell'archittetura veneziana e il palazzo doveva ispirarsi a palazzi veneziani quali Palazzo Ducale, Ca' d'Oro e l'Hotel Grunwald: a curare i singoli dettagli del progetto fu la stessa Mable Ringling.
I costi per la costruzione della villa, che terminò poco prima del Natale del 1926, ammontarono a circa 1,5 milioni di dollari (il corrispondente di circa 22 milioni di dollari degli anni venti del XXI secolo). Per la realizzazione del tetto, furono impiegate delle piastrelle spagnole del XVI secolo.
Nel progetto la villa era denominata "The Residence of Mr. and Mrs. Ringling", ma Ringling chiamò la casa con un nome in dialetto veneziano, Ca' d'Zan, che significa "Casa di John".
Nella villa, i Ringling ospitavano sovente alcune celebrità, quali il comico Will Rogers, il produttore teatrale Florenz Ziegfeld e il sindaco di New York Jimmy Walker. Di fronte alla villa, veniva spesso ormeggiato lo yacht dei Ringling "Zalophus".
Dopo la morte di John Ringling, avvenuta nel dicembre 1936, la tenuta fu lasciata in eredità allo Stato.  Tuttavia a causa delle pretese dei creditori, lo Stato della Florida dovette tuttavia attendere prima di entrare in possesso della residenza, che rimase così chiusa al pubblico per 10 anni.
La residenza entrò quindi a far parte dell'area del Museo Ringling nel 1980.
Negli anni novanta, la villa si trovava ancora in stato di rovina, ma dopo un servizio sulla villa in un episodio del programma America's Castles trasmesso nel 1995, ci rese conto che era necessaria un'ampia opera di restauro. L'opera di restauro intrapresa tra il 1996 2002 e costò 15 milioni di dollari; per restituire alla villa l'aspetto originario, furono confrontate le foto d'epoca.

## Architettura
La tenuta si trova al nr. 5401 di Bay Shore Roade si affaccia sulla baia di Sarasota. La villa occupa un'area di 36000 metri quadrati, ha cinque piani e al suo interno si trovano 56 stanze.
L'edificio ricorda un palazzo veneziano a cui sono stati aggiunti dei motivi rinascimentali italiani e francesi. L'edificio è fornito di una torre e la facciata è circondata da una terrazza in marmo della lunghezza di 60 metri.
Gli interni sono decorati, tra gli altri, con dipinti di Devouge, Pogany, Sorine, De Wit e Zanchi.

### Punti d'interesse

#### Esterni

##### Torre del Belvedere
La Torre del Belvedere è stata realizzata su modello del campanile della cattedrale di Siviglia.

##### Piscina
Nei giardini della villa si trova una piscina, realizzata da Dwight John Baum nel 1925.
La piscina è decorata con una scultura, al centro della quale è raffigurata la dea Afrodite.

#### Interni

##### Camera da letto di John Ringling
La camera da letto di John Ringling è arredata con mobili in mogano in stile Impero.
Il soffitto è decorato con un dipinto di Jacob de Wit del 1735 L'alba che respinge il buio.

##### Camera da letto di Mable Ringling
La camera da letto di Mable Ringling è decorata con mobili in stile Luigi XV risalenti al XX secolo. I letti sono forniti di cuscini realizzati dalla stessa Mable Ringling.

##### Sala da ballo
La sala da ballo è decorata con un affresco del costumista e scenografo di Hollywood Willy Pogany Danzatori delle nazioni, dove sono rappresentate 22 coppie di danzatori nei costumi da ballo di varie nazionalità.

##### Bar
La residenza è fornita anche di un bar, che venne acquistato da John Ringling dal Cicardi's Restaurant di St Louis.

##### Bagno privato di John Ringling
Il bagno privato di John Ringling è realizzato in marmo giallo di Siena.

## Ca' d'Zan nella cultura di massa
- Nel 1998, Ca' d'Zan venne utilizzata come location per il film, diretto da Alfonso Cuarón Paradiso perduto (Great Expectations), film con protagonisti Ethan Hawke e Gwyneth Paltrow e basato sul romanzo di Charles Dickens Grandi speranze[1][2]